# Drzwi samobójcze

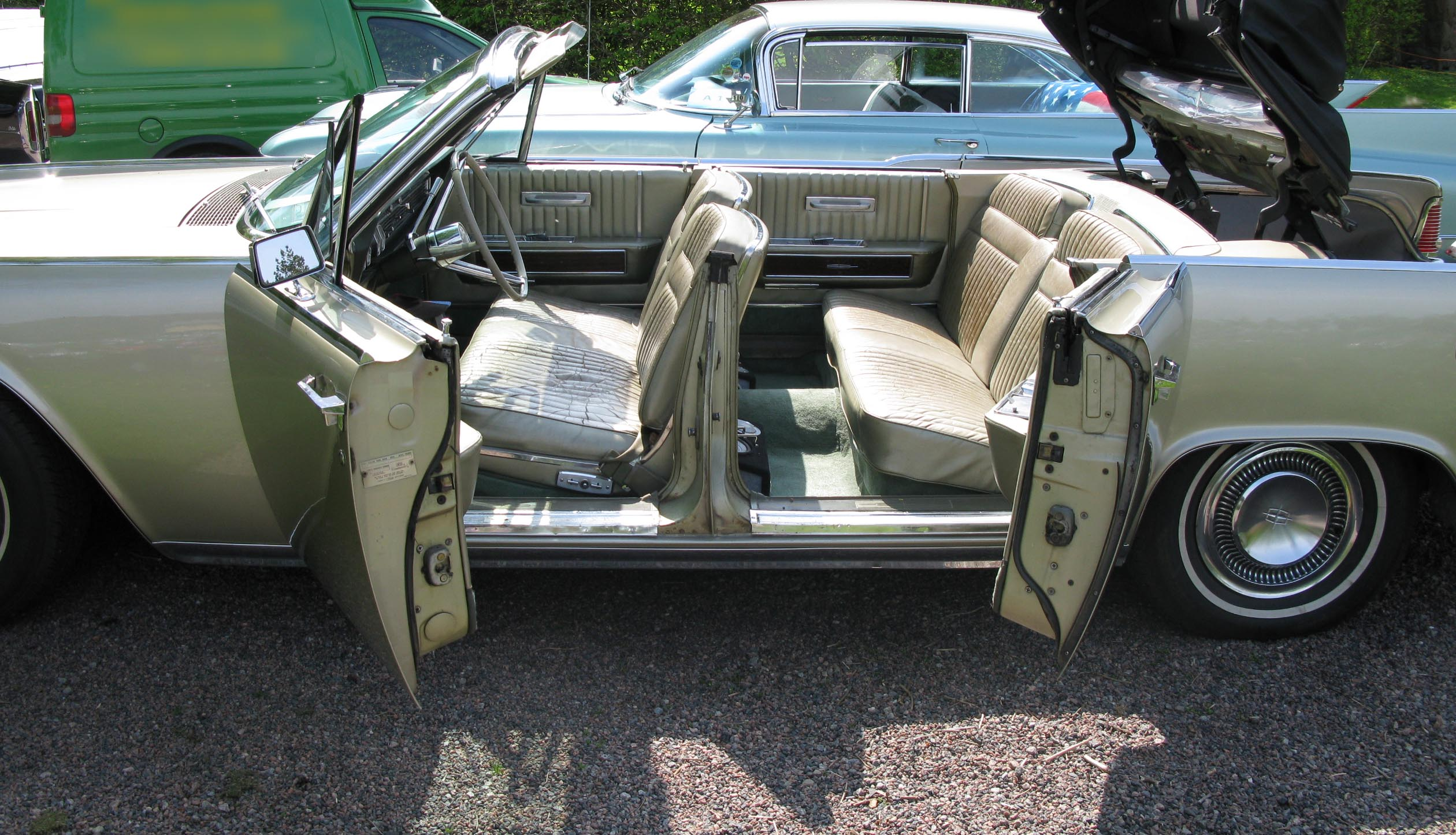
Przykład samobójczych drzwi w Lincoln Continental

Drzwi samobójcze – określenie drzwi samochodowych, które mają zawiasy z tyłu, a nie z przodu. Tego typu drzwi były pierwotnie używane w powozach konnych. Dziś rzadko spotykane są w nowoczesnych pojazdach, przede wszystkim dlatego, że są postrzegane jako mniej bezpieczne niż drzwi otwierane z przodu.

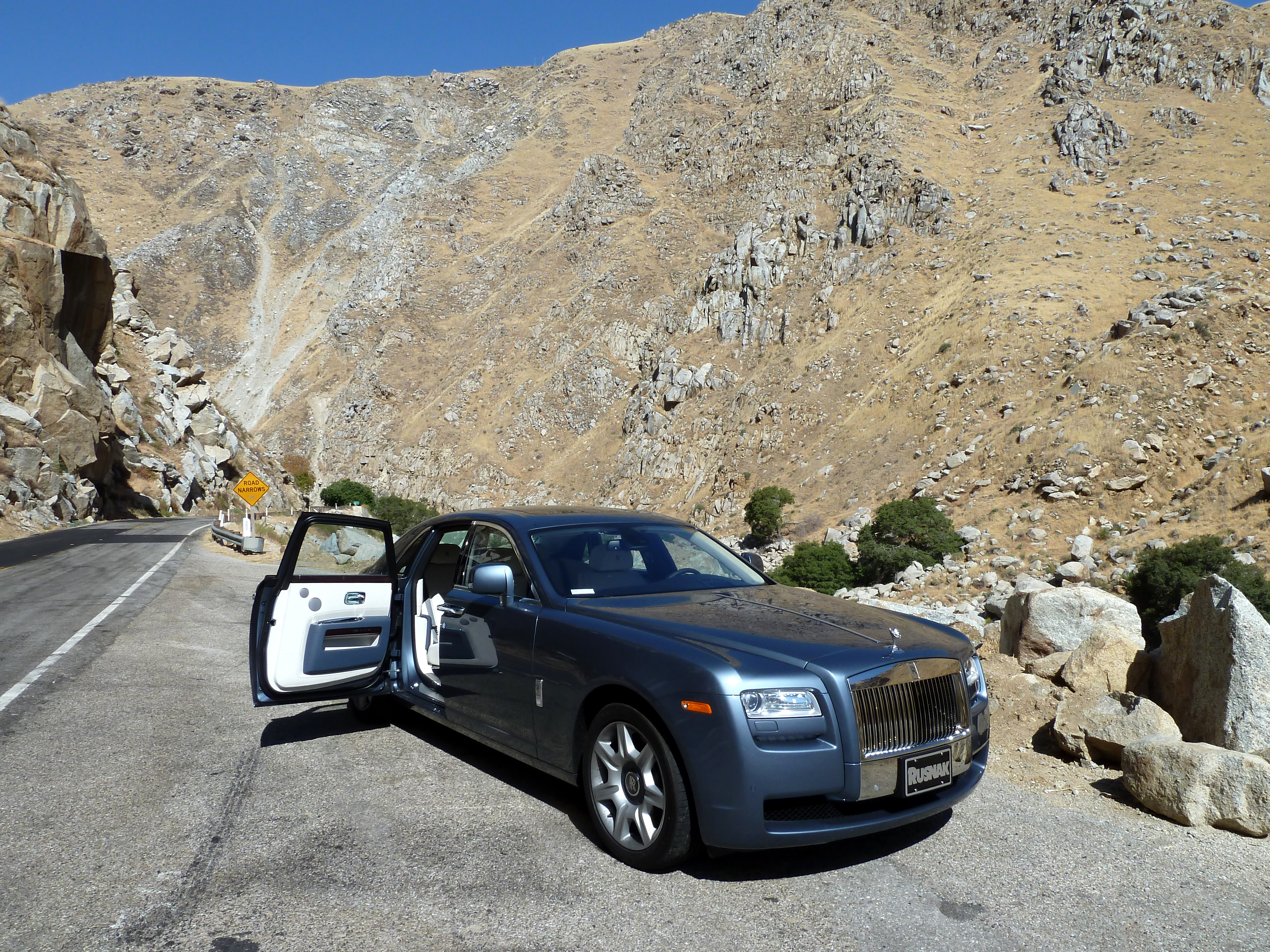
Rolls-Royce Ghost

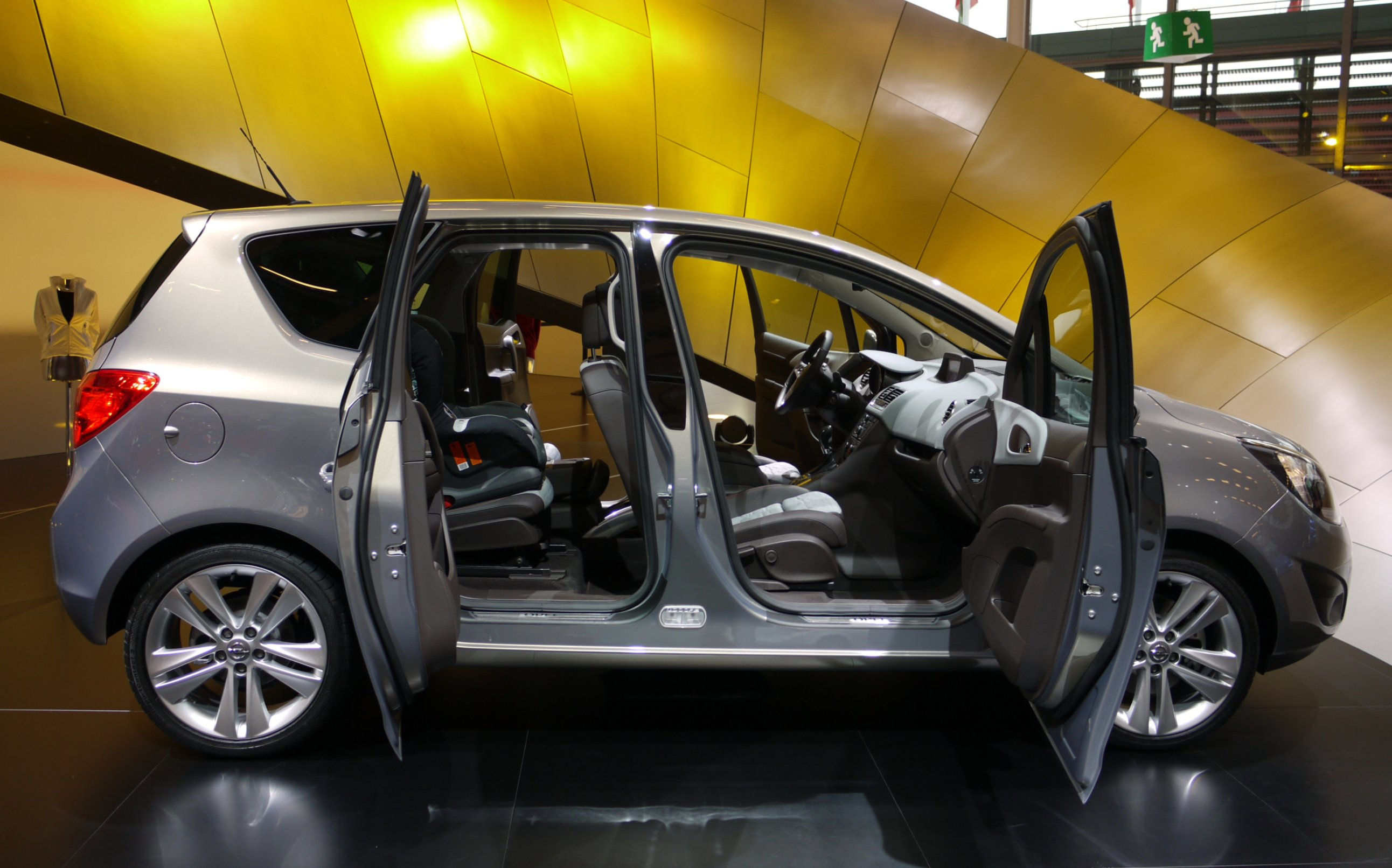
Opel Meriva